# Władysław Lutkiewicz
Władysław Wacławowicz Lutkiewicz (ros. Владислав Вацлавович Люткевич, ur. 8  maja 1923 w Piatigorsku, zm. 26 września 1943 w rejonie kaharłyckim w obwodzie kijowskim) – radziecki wojskowy, sierżant, uhonorowany pośmiertnie tytułem Bohatera Związku Radzieckiego (1944).

## Życiorys
Skończył 10 klas szkoły nr 17 w Piatigorsku, od 1942 służył w Armii Czerwonej, od sierpnia 1943 uczestniczył w wojnie z Niemcami. Brał udział w operacji biełgorodzko-charkowskiej i wyzwalaniu Ukrainy Lewobrzeżnej. Szczególnie wyróżnił się przy forsowaniu Dniepru w nocy na 24 września 1943, gdy jako dowódca działonu 198 gwardyjskiego pułku piechoty 68 Gwardyjskiej Dywizji Piechoty 40 Armii Frontu Woroneskiego w stopniu sierżanta jako jeden z pierwszych przekroczył Dniepr koło wsi Bałyko-Szczuczinka w rejonie kaharłyckim w obwodzie kijowskim, osłaniając przeprawę żołnierzy ogniem z karabinu maszynowego i zadając Niemcom duże straty w ludziach. W jednym z walk na przyczółku zginął. Został pochowany we wsi Bałyko-Szczuczinka. 19 marca 1944 pośmiertnie otrzymał tytuł Bohatera Związku Radzieckiego i Order Lenina. Na budynku szkoły, w której się uczył, umieszczono tablicę pamiątkową.